# Via Folco Portinari
Via Folco Portinari è una strada del centro storico di Firenze, situata tra via dell'Oriuolo e la piazza di Santa Maria Nuova, alla convergenza di via Sant'Egidio e via Maurizio Bufalini.

## Storia
L'attuale denominazione, attestata dagli anni 1870, ricorda il mercante e benefattore Folco Portinari (morto nel 1289), padre della Beatrice dantesca e soprattutto fondatore dell'ospedale di Santa Maria Nuova, che ancora segna con la propria presenza la zona e che originariamente trovava spazio nell'edificio che costituisce il lato destro di questa strada. 
Il precedente nome, via delle Pappe, riferiva ugualmente della benemerita istituzione (facendo riferimento alle minestre che le oblate di Santa Maria Nuova somministravano non solo ai malati ma anche ai poveri), mentre il più antico, via della Fogna di Santa Maria Nuova, attestava della presenza di un canale per le acque reflue a cielo aperto.

## Descrizione

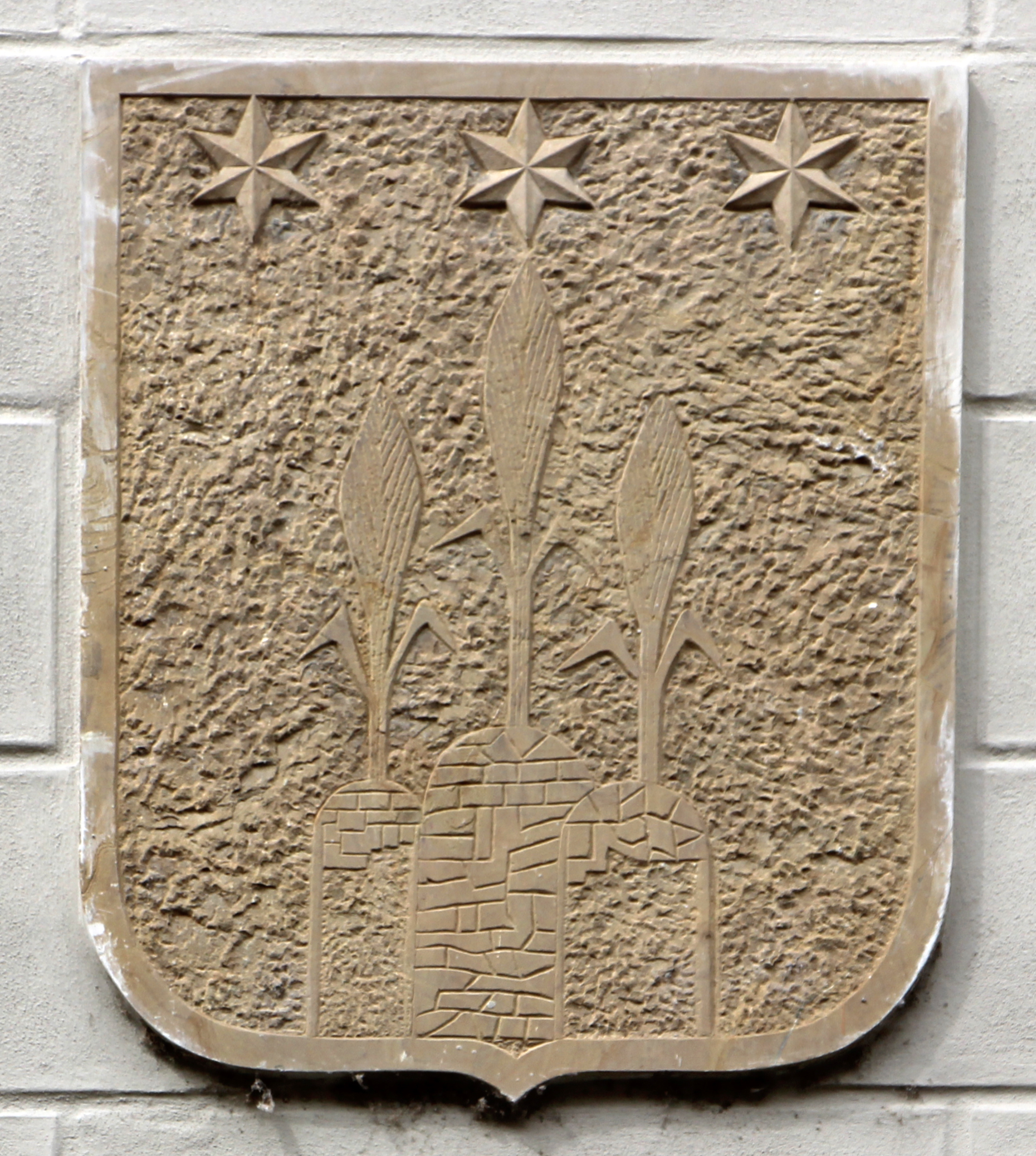
Lo stemma al n. 11

### Edifici
L'intero lato orientale della strada è occupato dalla lunga parete senza finestre dell'antica corsia femminile dell'ospedale di Santa Maria Nuova, già nucleo originario dell'ospedale duecentesco e oggi occupato dall'Archivio Notarile di Firenze. Sulla parete sono stati ricollocati in epoca moderna un tabernacolo e alcune lapidi relative all'ospedale.
Il lato occidentale invece è occupato da vari edifici coi fronti per lo più riconfigurati tra Otto e Novecento, sicuramente inquadrabili nei progetti di ristrutturazione della vicina via dell'Oriuolo (1860-1861). Tra questi spicca l'edificio neomedievale al n.5, dove ha sede l'Auditorium della Fondazione Cassa di Risparmio di Firenze, che conserva però una rara memoria antica sulla facciata, una lapide segnata da sette crocelline patenti con sperone per asta, che è il ricordo di una compagnia di laudesi, che si raccoglievano in Santa Reparata e che qui possedeva una casa. L'edificio si distingue esternamente anche per una grande trifora e per un ricco ornamento da ferri di strada, tra cui anelli da cavallo, portastendanrdo a forma di drago e reggitubature a forma di cicogna. All'interno la sala da concerti ospita alcune opere della Fondazione, tra cui i modelli per i Paesaggi toscani della stazione di Santa Maria Novella di Ottone Rosai e dipinti su tela di Francesco Furini e Francesco Conti. Il monumentale organo Tamburini risale al 1975.
Nell'edificio in angolo con via Maurizio Bufalini, al n. 11, reca sopra il portale uno stemma novecentesco, con tre spighe nascenti da un monte a tre cime accompagnate in capo da tre stelle a sei punte.

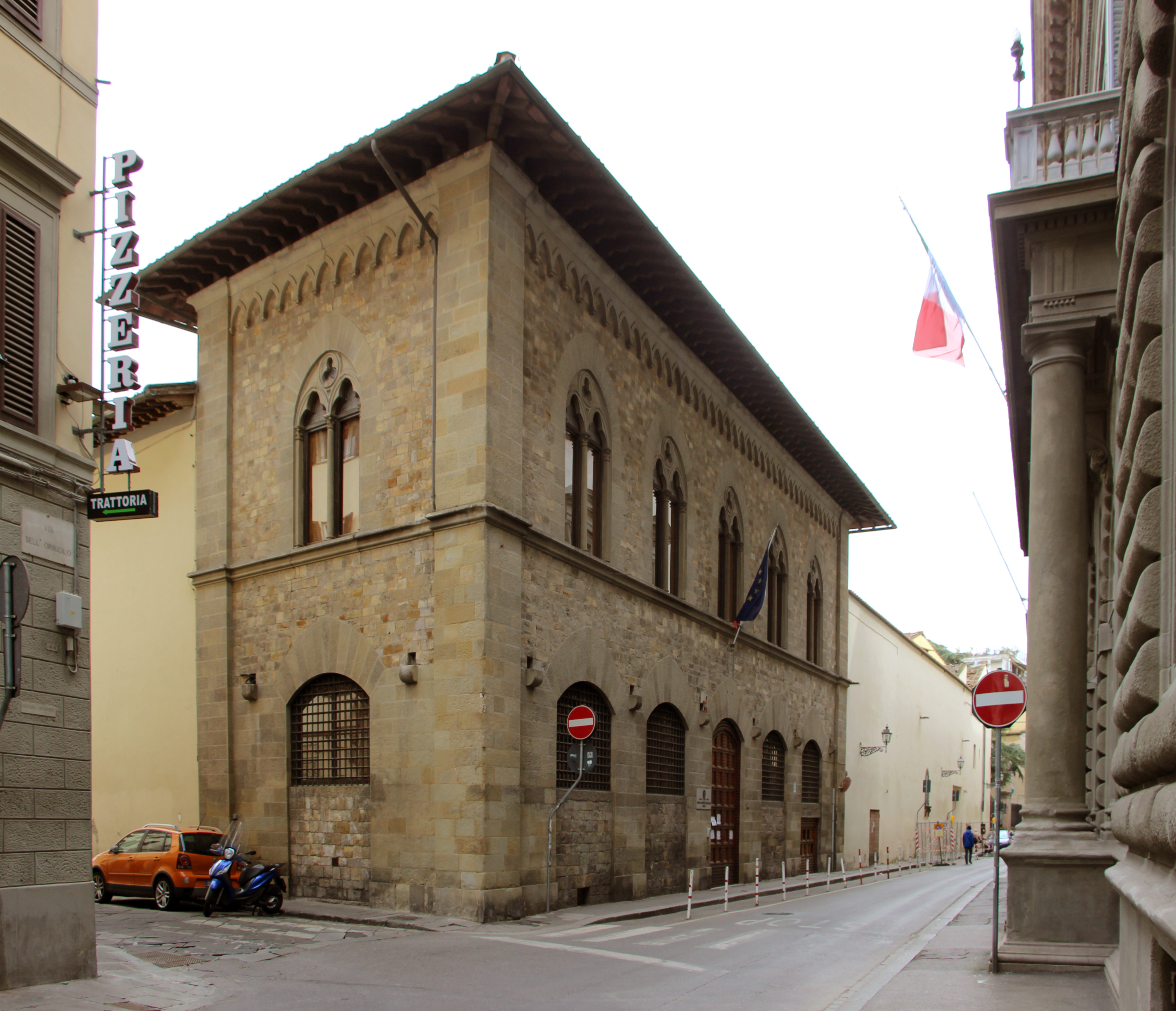
Il fronte neogotico dell'Archivio Notarile, in angolo con via dell'Oriuolo
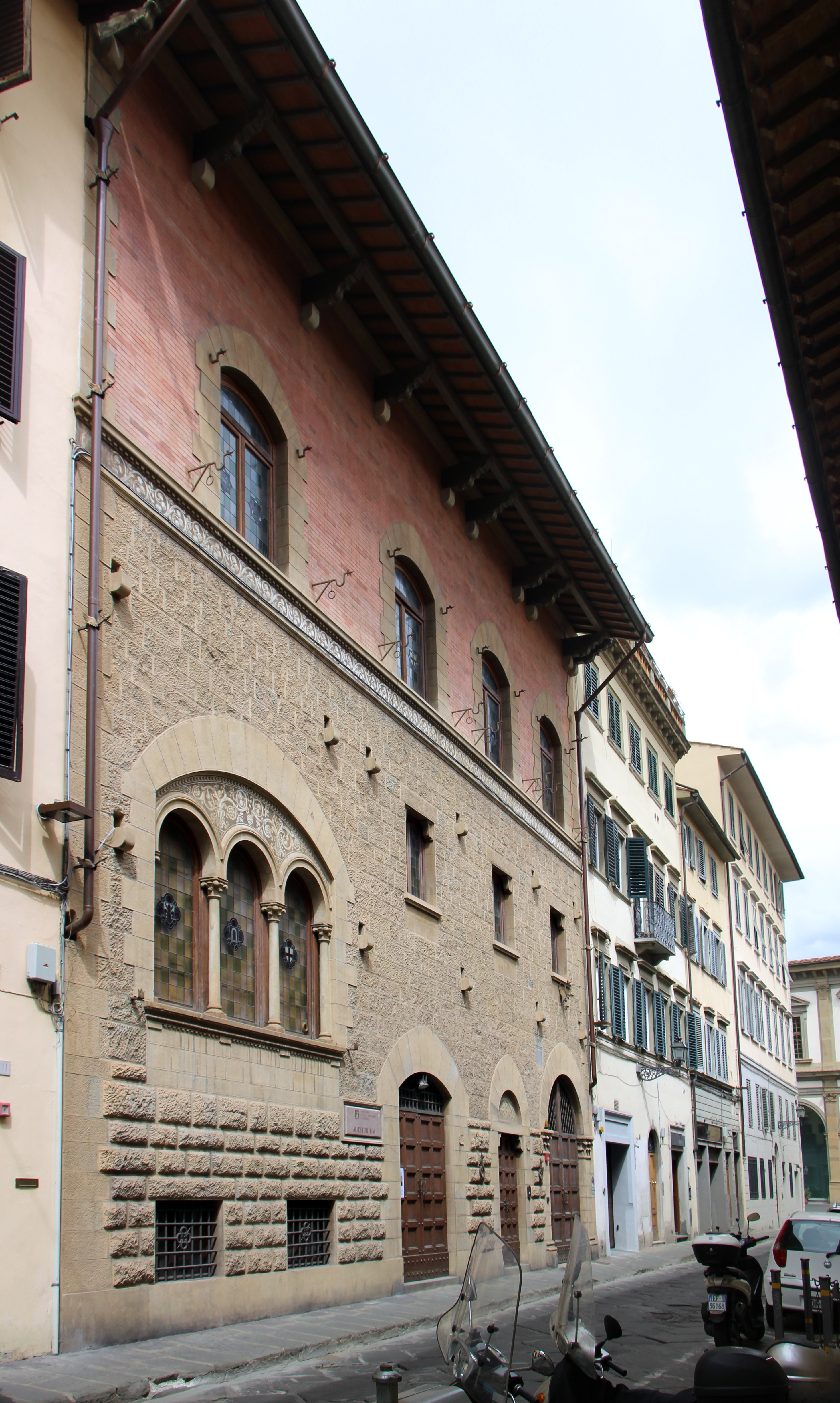
L'edificio dell'Auditorium della Fondazione Ente Cassa di Risparmio
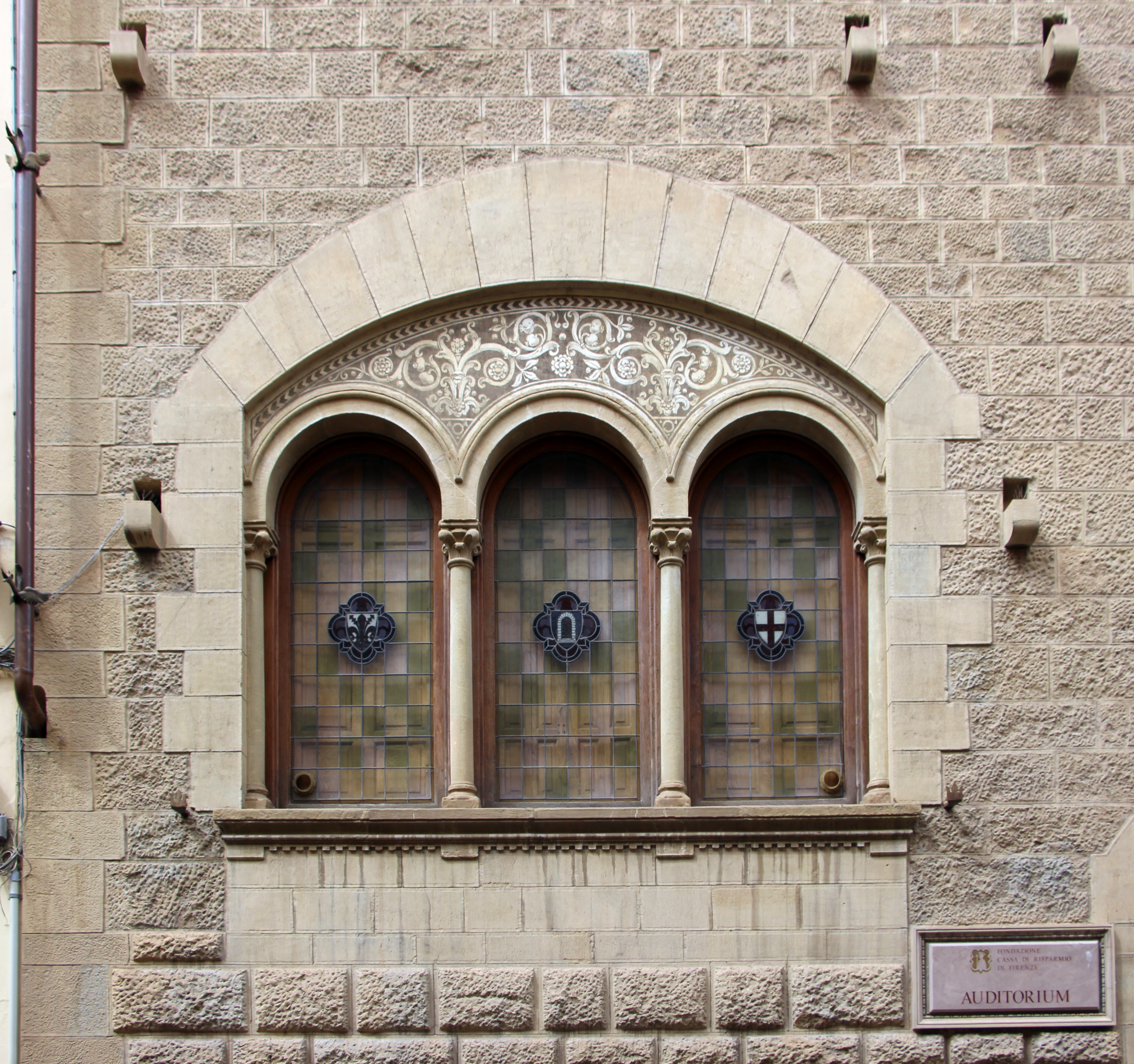
Trifora
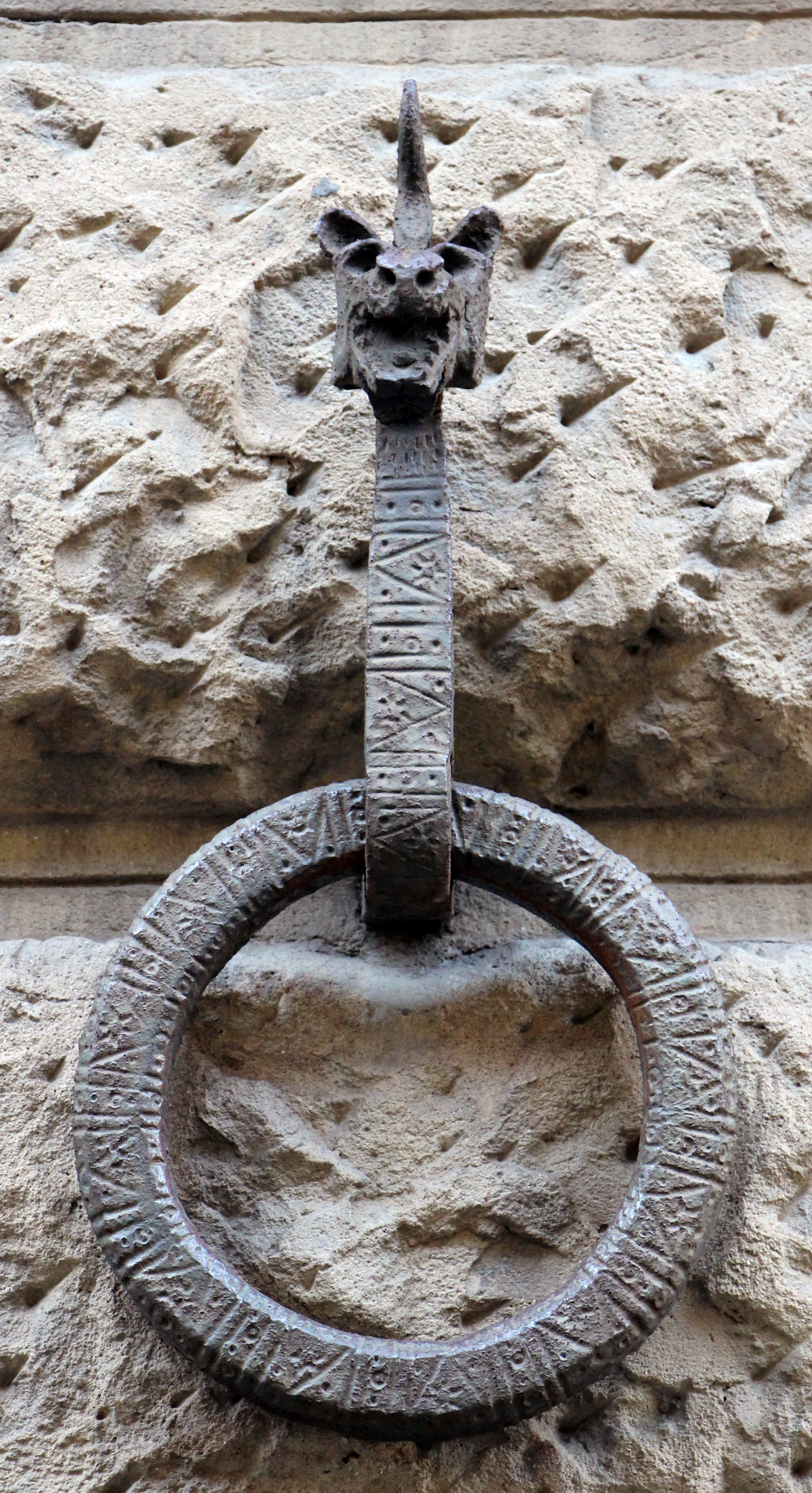
Ferri esterni
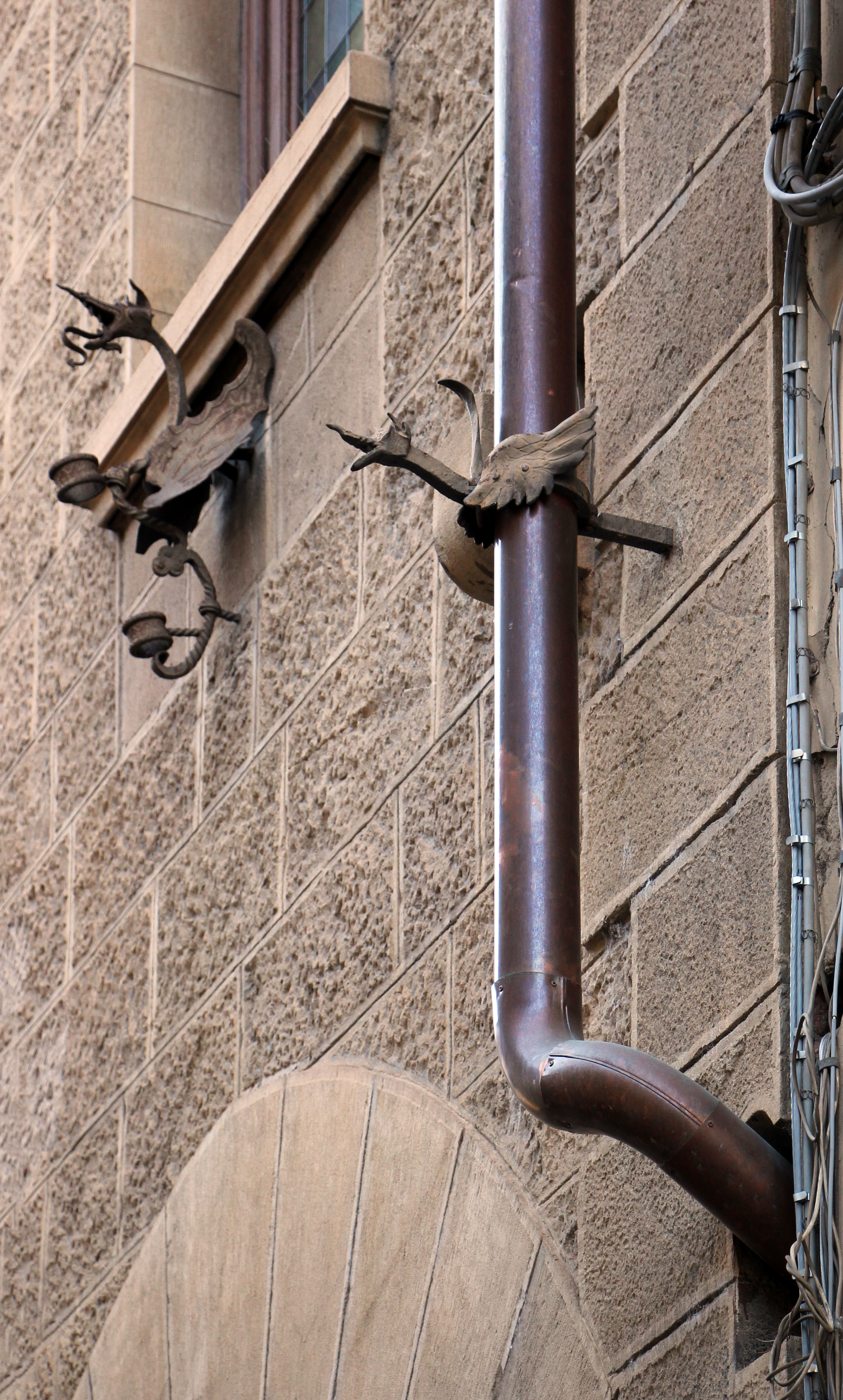
Ferri esterni
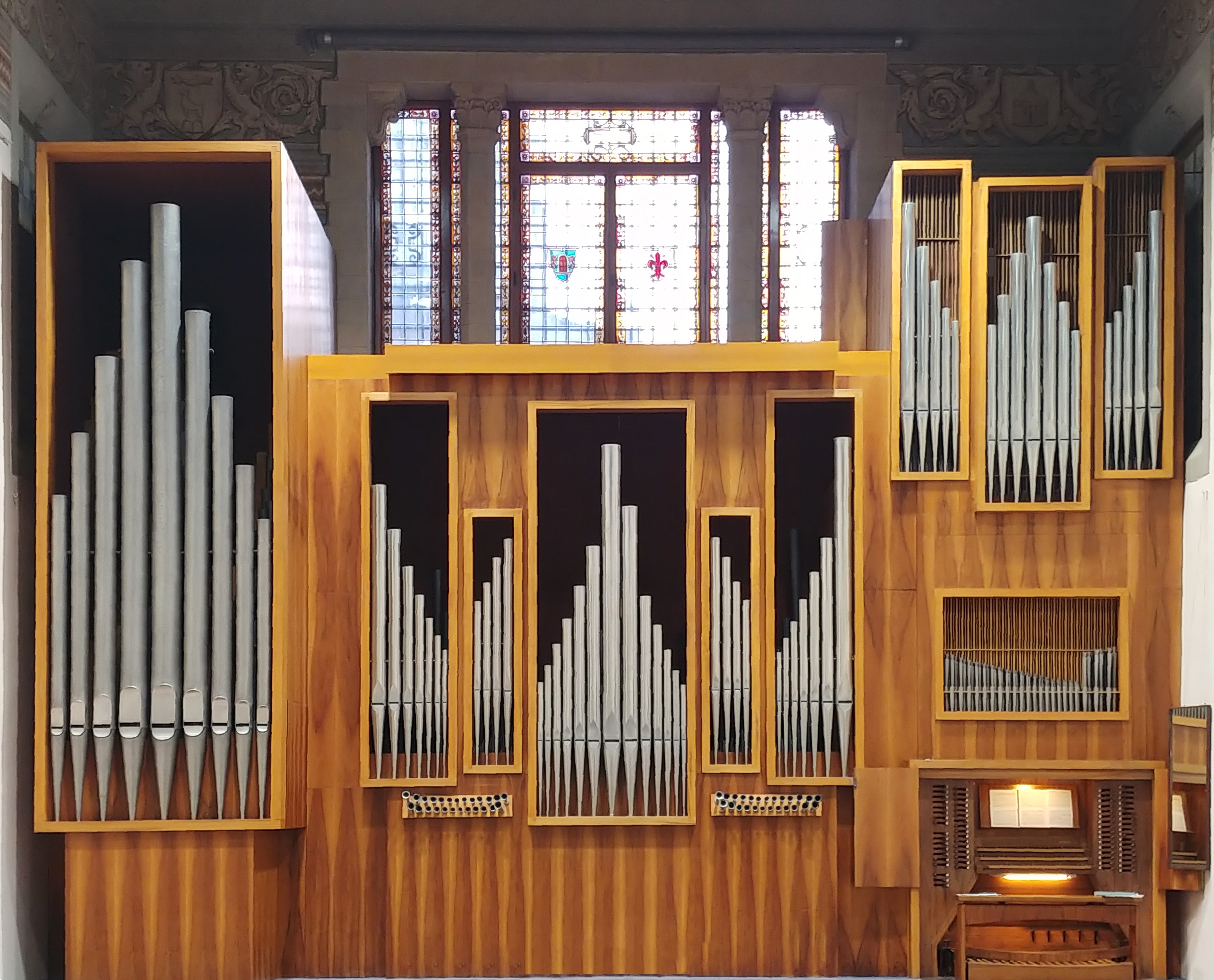
L'organo Tamburini nell'Auditorium

### Lapidi
Al di sopra del tabernacolo è una lapide che ricorda come Cosimo II avesse reso più comodo il primitivo ospedale nominandone prefetto nel 1619 il nobile senese Giovanni Mattioli. 
| COSMVS II MAGNVS HE TRVRIAE DVX MAIORI AEGROTORVM COMMODITATI ET PIAE MVNIFICENTIAE ANNO HVMANAE SALVTIS M. DC. XVIIII IOANNES EX VETVSTA SENENSI MATTHIOLORVM STIRPE NOSO COMENIO PRAEFECTO |

La traduzione è: «Cosimo II granduca di Toscana, per il maggior beneficio degli infermi e la pia magnificenza, nell'anno della salvezza umana 1619. Giovanni dell'antica stirpe senese dei Mattioli prefetto dell'ospedale».
Un'iscrizione sottostante invece ricorda il restauro del tabernacolo nel 2006.
| IN MEMORIA DI ALBERTINA BRVSCHI 11 FEBBRAIO 1882 - FIRENZE - 6 APRILE 1906 NEL CENTENARIO DELLA MORTE IL PRONIPOTE ALBERTO CON LA FIGLIA CANDIDA QVESTA SACRA EDICOLA VOLLE RESTAVRATA E RESTITVITA ALLA PVBBLICA DEVOZIONE |

Procedendo oltre - in direzione della piazza - è un'altra lapide datata 1785, proveniente dagli ambienti interni dell'antico ospedale e qui murata nel 1885, che ricorda sia il contributo dato da Pietro Leopoldo nel perfezionare la struttura ospedaliera, sia come questa tragga origine dalla munificenza di Folco Portinari e dalla dedizione di Monna Tessa. 
| AEDIFICIUM HOC AB EXIMIA FULCI DE PORTINARIS FLOR. CIVIS LIBERALITATE MONA TEXA EJUS FAMULA SUADENTE AEGROTANTIUM BONO OLIM EXTRUCTUM P.LEOPOLDI I.M.E.D. PROVIDENTIA PERFECIT A.S. MDCCLXXXV |

La traduzione è: «Questo edificio, un tempo costruito per il bene dei malati, grazie all'esimia generosità del cittadino fiorentino Folco Portinari e dietro consiglio della sua devota domestica monna Tessa, fu successivamente perfezionato per la provvidenza del granduca di Toscana imperante Pietro Leopoldo nell'anno salvifico 1785».
Oramai in prossimità della piazza sono due ulteriori lapidi identiche dei Signori Otto di Guardia e Balia che proibiscono "far brutture" nei pressi dell'ospedale: probabilmente si trovavano alle due estremità della via, ma una fu qui rimurata quando venne ristrutturato l'edificio in angolo con via dell'Oriuolo.
| I SIGRI OTTO PROIBISCONO FAR BRVTTVRE ATORNO QTO SPE DALE |

| I SIGRI OTTO PROIBISCONO FAR BRVTTVRE ATORNO QTO SPE DALE |

La trascrizione in italiano corrente è: «I Signori Otto proibiscono di sporcare attorno a questo ospedale»
Sull'altro lato, nell'edificio dell'Auditorium della Fondazione CR di Firenze, si trova la lapide trecentesca di una compagnia dei Laudesi, un pietrino che marcava la proprietà dell'edificio in antico. Sotto sette crocette patenti con sperone per asta poste in 3.4, che dovevano simboleggiare il sodalizio si trova l'iscrizione:
| _ QVESTA CHASA EDELA CHOPAGNIA DELE LAVDE DI SCA MARIA CHE SIRAGVNA IN SCA LIPERATA |

In italiano corrente: «Questa casa è della Compagnia della Laudi di Santa Maria che si raduna in Santa Reparata». La presenza delle sette croci è forse da mettere in relazione all'apparecchiatura di un altare un altare, secondo un tema religioso che si trova anche, ad esempio, negli intarsi della facciata di San Miniato al Monte (come candelabri e croce), e che non è inverosimile si trovasse anche sulla facciata della distrutta cattedrale di Santa Reparata. Un'altra lapide simile, con una sola crocetta, si trova in via dei Tavolini.

### Tabernacoli

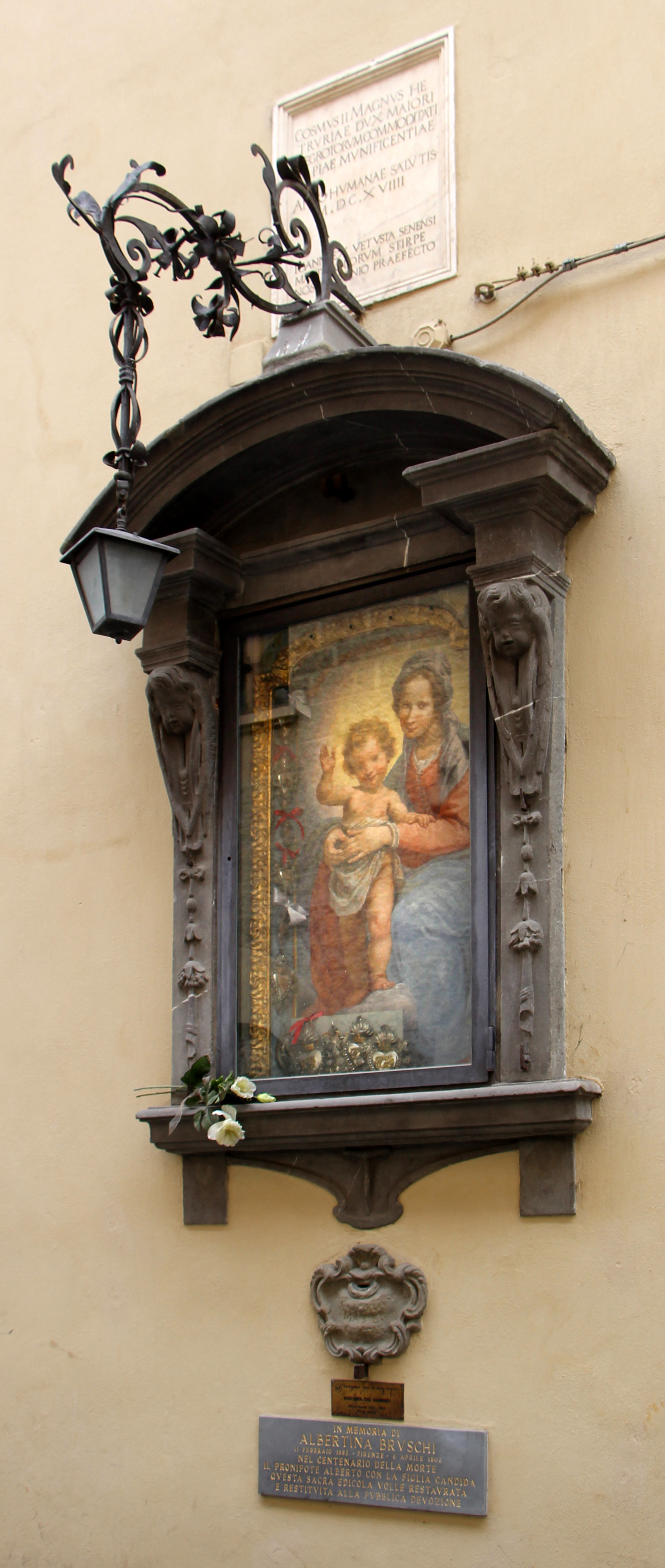
Tabenacolo di via Folco Portinari

A impreziosire la strada attuale si segnala, posto sul muro dell'ex ospedale, il notevole tabernacolo con una Madonna con il Bambino benedicente attribuita a Matteo Rosselli. L'insieme restaurato nel 2006 per interessamento di Alberto Bruschi, come ricorda l'iscrizione posta al di sotto della nicchia. La cornice in pietra era segnata in alto da uno scudo con l'arme della famiglia senese Mattioli, mentre sulla mensola in basso ricorre tuttora la stampella, insegna dell'ospedale di Santa Maria Nuova. In alto si vede un braccio per la lampada votiva, con fogliame e gigli in ferro battuto. 
Sotto il tabernacolo si trova anche una buca per le offerte reca l'iscrizione «Maria Mater Gratie 1721» (lacunosa ma ancora leggibile).